# Catocala micronympha
Catocala micronympha är en fjärilsart som beskrevs av Achille Guenée 1852. Catocala micronympha ingår i släktet Catocala och familjen nattflyn. Inga underarter finns listade i Catalogue of Life.

## Bildgalleri

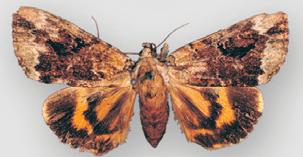
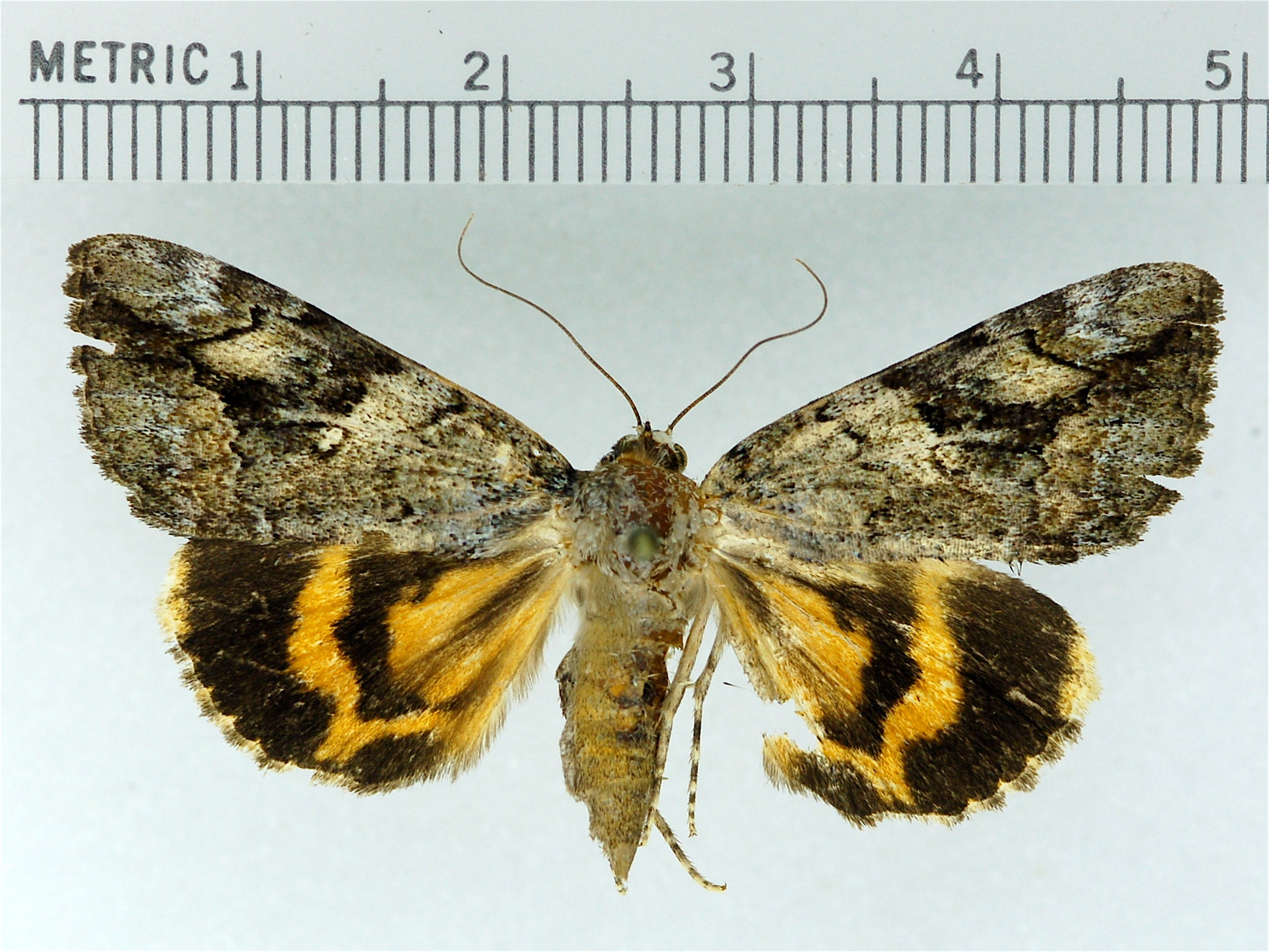